# Jean-Pierre Cottet
Pour les articles homonymes, voir Cottet.
Jean-Pierre Cottet, né le 12 mars 1946 à Castelnaudary, est un dirigeant audiovisuel, journaliste puis producteur, ancien directeur de l'antenne et des programmes de France 3, directeur général chargé de l'antenne de France 2 et directeur général de la Cinquième puis de France 5.

## Parcours
Après une formation en sociologie à l'université d'Aix-en-Provence, et une formation complémentaire à l'école de journalisme, il  débute de sa vie professionnelle dans la presse régionale (presse écrite et radio, carte de presse n° 37915)

### Production
En 1978, Jean-Pierre Cottet est directeur général,  à Marseille puis à Paris, de  la société de production "Col-Ima-Son". (Production de films d'intervention sociale). En 1983, il devient  directeur général de la société de production "Caméras continentales", lancée avec Alain Moreau (voir  éditions Alain Moreau). La production de cette société est principalement culturelle.

### Audiovisuel public
En 1991, Jean-Pierre Cottet est nommé chargé de mission pour le gouvernement par Georges Kiejman, alors ministre délégué à la Communication. Il rédige ainsi un rapport sur  "la place de la culture à la télévision en Europe". 
En 1993, il est nommé directeur de l'antenne et des programmes de France 3, puis, en 1996, directeur général chargé de l'antenne de France 2 . 
En 1999, Jean-Pierre Cottet est chargé avec Gérard Eymery d'une nouvelle mission pour la ministre de la culture et de la communication Catherine Trautmann.  (Ils publient un rapport sur "la migration numérique et le développement de la télévision hertzienne numérique terrestre (TNT)".  En 2000, dans le cadre de la réforme introduite par le gouvernement de Lionel Jospin, qui prévoit la fin du rapprochement initié quelques années plus tôt de La 5ème avec Arte et le rattachement de cette chaîne à France Télévisions, il est nommé directeur général de la 5e, qui va devenir France 5.

### Audiovisuel privé
En 2004, ayant quitté le secteur public, Jean-Pierre Cottet  est nommé  directeur des activités "broadcast" et directeur du "business development" du groupe Lagardère. Il y est 
nommé par décret membre du Conseil d'Analyse de la Société. En 2005, il fonde et  préside le pôle de compétitivité à vocation internationale Cap Digital., consacré à la R&D -recherche et développement- et à l’innovation dans le domaine des contenus numériques. En 2007, il est nommé président  de l’École nationale supérieure de création industrielle. (sous tutelle des Ministères de l’Industrie et de la Culture), une fonction qu'il quitte en 2010.  En 2009, il devient gérant de la société de production audiovisuelle «io production».

### Littérature
En mai 2013, Jean-Pierre Cottet  publie, aux Éditions Plon, son premier roman  : La Vie déplorable de Charles Buscarons. Il est par ailleurs l'auteur d'articles pour des revues littéraires ou professionnelles.

### Distinctions
Jean-Pierre Cottet est chevalier de la Légion d'honneur, officier de l'Ordre national du Mérite et chevalier des Arts et des Lettres.